# Wilhelm Föllmer (Mediziner)
Wilhelm Föllmer (* 21. Oktober 1908 in Berlin; † 7. Juni 2007 in Niendorf (Timmendorfer Strand)) war ein deutscher Gynäkologe, Universitätslehrer und Leibarzt der Königin von Libyen.

## Leben

### Elternhaus
Wilhelm Föllmers Mutter stammte aus einer Gutsbesitzerfamilie und war Kindergärtnerin und Lehrerin. Sein gleichnamiger Vater war Lehrer und Präsident des Deutschen Kolonialvereins. Nachdem er als Leutnant am Ersten Weltkrieg teilgenommen hatte, wurde er Generalsekretär der Deutschnationalen Volkspartei.

### Ausbildung
Wilhelm Föllmer besuchte die Leibniz-Oberrealschule in Berlin-Charlottenburg, wo er viele Preise im Rudern gewann und als Jüngster seines Jahrgangs das Abitur machte. Für das Medizinstudium immatrikulierte er sich 1927 an der Friedrich-Schiller-Universität Jena. Er wurde Fuchs im Corps Saxonia Jena, das ihn 1928 recipierte. Neben Jena studierte er auch jeweils ein Semester in Berlin, München, Bern und Innsbruck und wurde 1932 in Rostock promoviert. Nach dem Examen ging er 1934 als Assistent bzw. Medizinalassistent an das Robert-Koch-Institut in Berlin und die Philipps-Universität Marburg, wo er vor allem in der Frauenklinik tätig war. 1936 wechselte er für die internistische Ausbildung an das Krankenhaus Berlin-Westend. 1938 folgte er seinem Mentor Robert Schröder an die Frauenklinik der Universität Leipzig. Als der Überfall auf Polen 1939 begann, wurde er als Marineassistenzarzt der Reserve zur Kriegsmarine einberufen. Er diente bei den Minensuchern im Unternehmen Weserübung (Kirkenes, Lofoten) und in den Marinelazaretten Kiel und Stralsund. Er war evangelisch und heiratete 1940 Lenore Pusch. Bei den Luftangriffen der Alliierten auf Berlin wurde er als Soldatenfamilienarzt in seine Heimatstadt versetzt. Im Februar 1945 als Marinestabsarzt entlassen, konnte er seine frauenärztliche Ausbildung in Leipzig fortsetzen, wo er sich 1944 habilitiert hatte.

### Hessen
Als sich im Frühsommer abzeichnete, dass Leipzig zur Sowjetischen Besatzungszone gehören würde, floh Föllmer in die Amerikanische Besatzungszone. Als Privatdozent war er ab 1945 Oberarzt und kommissarischer Chefarzt der Städtische Frauenklinik in Wiesbaden. 1946 ging er als Dozent und ab 1947 als Oberarzt an die Universitäts-Frauenklinik der Johannes Gutenberg-Universität Mainz. Am 3. Oktober 1948 erfolgte die Umhabilitation für Gynäkologie von der Universität Mainz an die Medizinische Fakultät der Johann Wolfgang Goethe-Universität Frankfurt am Main, wo er 1948 Dozent wurde und bis 1954 Oberarzt war. Als geschäftsführender Oberarzt im Universitätsklinikum Frankfurt am Main wurde er am 7. Juni 1951 von der Goethe-Universität zum außerplanmäßigen Professor ernannt. Im Archiv der Goethe-Universität ist als letzter Karteieintrag „Umhabilitation nach München“ (ohne Datum) vermerkt.

### Libyen
Nachdem seine Frau eine schwere Erkrankung überstanden hatte, folgte er 1954 dem 1953 erhaltenen Angebot der Regierung des damaligen Königreichs Libyen, das Gesundheitswesen des Landes als Generaldirektor zu leiten. Als Chefgynäkologe der Provinz Cyrenaika, ab 1956 Ratgeber des libyschen Gesundheitsministeriums und Chefarzt bzw. Direktor einer Hebammenlehranstalt in Tripolis, wurde er Leibarzt von Königin Fatima el-Sharif. Bei König Idris und den Libyern stand er in hohem Ansehen. Der deutschen Botschaft leistete er wertvolle Dienste. Wegen der zunehmenden Instabilität des Landes verließen Föllmer, seine Frau und die drei Kinder Libyen nach 15 Jahren im Herbst 1968.

### Holstein
Entsprechend schwer fiel ihm die Eingewöhnung in die saturierte Bundesrepublik Deutschland mit ihrem bürokratischen Gesundheitswesen. Mit einer Arztpraxis in München scheiterte er nach einem Jahr. 1969 wurde er außerplanmäßiger Professor an der Universität München und übernahm die Leitung der gynäkologischen Abteilung im Kreiskrankenhaus Oldenburg in Holstein, wo er von 1971 bis 1975 Chefarzt der Frauenabteilung  war. Am 11. Januar 1970 gelang ihm die Umhabilitation an die Christian-Albrechts-Universität zu Kiel. Ab 1972 war er Zweiter Vorsitzender vom Landesausschuss für Gesundheitspolitik Schleswig-Holstein, ab 1981 Vizepräsident der bundesdeutschen Sektion der International Association for Maternal and Neonatal Health (IAMANEH). Aus Altersgründen ausgeschieden, eröffnete er in Timmendorfer Strand eine Praxis. Als er sie aufgegeben hatte, arbeitete er noch mit mehr als 80 Jahren in einer Warnsdorfer Kurklinik. Er starb 2007 im 99. Lebensjahr. Seine Frau war ihm am 25. Mai 2007 mit 86 Jahren vorausgegangen.

## Veröffentlichungen
- Das Verhalten der Ketonkörper während Zyklus und Schwangerschaft. Thieme, Leipzig 1950.
- Besonderheiten der Geburtshilfe und Gynäkologie in Entwicklungsländern. In: Archiv für Gynäkologie. Band 198, 1963, S. 594–609.
- Vielgeburten und kindliches Schicksal. Frühe Kindheit in Libyen. In: Christine E. Gottschalk-Batschkus, Judith Schuler (Hrsg.): Ethnomedizinische Perspektiven zur frühen Kindheit. VWB, Berlin 1996, S. 15–18.
- Das Leben der Frau in arabisch-islamischen Ländern. Betrachtungen eines Frauenarztes. In: Christine E. Gottschalk-Batschkus, Doris Iding (Hrsg.): Frauen und Gesundheit. Ethnomedizinische Perspektiven. VWB, Berlin 1997, S. 21–28.
- als Hrsg. mit Judith Schuler: Kulturell gefordert oder medizinisch indiziert? Gynäkologische Erfahrungen aus der Geomedizin (= Curare. Sonderband 15). VWB, Berlin 1998, ISBN 3-86135-566-3.

## Ehrungen
- Muhammad as-Sanussi-Orden (1968, gestiftet 1951 von dem König Idris[10])
- Verdienstorden der Bundesrepublik Deutschland, Verdienstkreuz 1. Klasse (22. Oktober 1968)[11]